# Henri de Régnier
Henri-François-Joseph de Régnier (ur. 28 grudnia 1864 w Honfleur, zm. 23 maja 1936 w Paryżu) – francuski poeta i pisarz, przedstawiciel symbolizmu; uważany za jednego z najbardziej liczących się poetów francuskich początków XX wieku. Członek Akademii Francuskiej (wybrany w 1911).
Z wykształcenia był prawnikiem.

## Ważniejsze prace
- Les lendemains. Apaisement (1886)
- Épisodes (1886–1888, стихи)

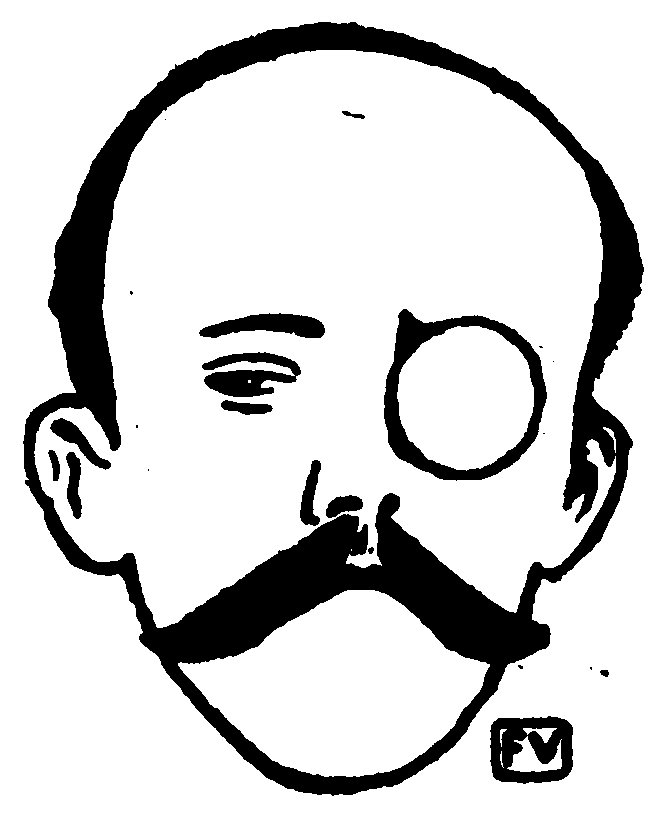
Francis Viélé-Griffin (ok. 1898) – portret autorstwa Félixa Vallottona.

- Poèmes anciens et romanesques, 2 t. (1890–1895)
- Contes à soi-même (1893)
- Tel qu’en songe (1894, wiersze)
- Aréthuse (1895, wiersze)
- Jeux rustiques et divins (1897, wiersze)
- La canne de jaspe (1897)
- Le trèfle blanc (1899)
- La double maîtresse (1900, powieść)
- Les médailles d’argile (1900, wiersze)
- Les amants singuliers (1901)
- Figures et caractères (1901)
- Le bon plaisir (1902, powieść)
- Les vacances d’un jeune homme sage (1903, powieść)
- Le mariage de minuit (1903, powieść)
- Les rencontres de M. de Bréot (1904, powieść)
- Le passé vivant (1905, powieść)
- La sandale ailée, 1903–1905 (1906, wiersze)
- L’amour et le plaisir (1906)
- Esquisses vénitiennes (1906)
- Sujets et paysages (1906)
- La peur de l’amour (1907)
- Couleur du temps (1909)
- Le miroir des heures (1910, wiersze)
- La cité des eaux (poésie) (1912, wiersze)
- Contes de France et d’Italie (1912)
- L’amphisbène (1912, powieść)
- Portraits et souvenirs (1913)
- Le plateau de laque (1913)
- Romaine Mirmault (1914)
- La flambée (1915, powieść)
- L’illusion héroïque de Tito Bassi (1916, powieść)
- 1914–1916, poésies (1918)
- Histoires incertaines (1919)
- La pécheresse, histoire d’amour (1920, powieść)
- Vestigia flammae (1921)
- Les bonheurs perdus (1924)
- Le divertissement provincial. L’entrevue. Proses datées. Baudelaire et les Fleurs du mal (1925)
- Contes pour chacun de nous (1926)
- L’escapade (1926)
- Monsieur d’Armercœur (1927)
- Le pavillon fermé (1927)
- Contes vénitiens (1927)
- L’Altana ou la vie vénitienne (1899–1924), 2 t. (1928)
- Flamma tenax, 1922–1928 (1928, wiersze)
- Lui, ou les femmes et l’amour (1928)
- Le voyage d’amour ou l’initiation vénitienne (1930)
- Nos rencontres. Escales en Méditerranée (1930)
- Choix de poèmes (1931, zbiór wierszy)
- Airs pour l’écho (1933, wiersze)
- Lettres diverses et curieuses, écrites par plusieurs à l’un d’entre eux (1933)
- De mon temps (1933)
- Le paradis retrouvé, contes choisis (1937, wyd. pośmiertne)